# Stephen Valenta
Stephen Valenta (1924. január 9. – 2014. december 16.) amerikai ferences lelkész. Fényképe, illetve az ebből készült grafika Tibi atya védjegye.

## Életrajza
Valenta 1924-ben született az Amerikai Egyesült Államokban, 1951-ben szentelték pappá Albanyban. 1966-tól a New York-i állami egyetem (Binghamton University) káplánja. 1973-ban megalapította a Szent Ferenc Remeteséget (Mount St. Francis Hermitage). Valenta a Heart to Heart Ministries vezetőjeként 40 hittérítő videót és 60 hangfelvételt adott ki. Utóbb a New York-i Staten Islandre költözött, az ottani Szent Ferenc Vallási Központban (St. Francis Center for Spirituality) látta el egyházi szolgálatát. Karrierje megtört, amikor 2009. április 20-án egy texasi nő azzal vádolta meg, hogy lelkészi tisztét kihasználva szexuális bűncselekményt követett el. Bírósági eljárásra került sor, mely 2010. április 27-én ítélettel végződött: Valenta lelkészt fogházbüntetésre ítélték, mely büntetést öt évre felfüggesztettek. Nem vallotta magát bűnösnek, de az ítéletet sem vitatta. Védőügyvédje nyilatkozata szerint Valenta a próbaidőt egy monostorszerű intézményben fogja letölteni, melyet csak kísérettel fog elhagyni. (Lényegében önkéntes házi őrizetként fogja fel büntetését.) Stephen Valentáról az ítélethirdetés óta nem hallani híradást, sőt a meglévő bejegyzéseket is törölték. 2014 decemberében elhunyt.